# ستاد مشترک نیروهای مسلح جمهوری کره
ستاد مشترک نیروهای مسلح جمهوری کره (انگلیسی: Joint Chiefs of Staff) گروهی از روسای هر شاخه اصلی نیروهای مسلح در کره جنوبی است. برخلاف همتای آمریکایی که عمدتاً نقش مشورتی دارد، رئیس ستاد مشترک نیروهای مسلح کنترل عملیاتی واقعی بر تمام پرسنل نظامی نیروهای مسلح کره جنوبی دارد. مرجع فرماندهی ملی از رئیس جمهور و وزیر دفاع ملی تا رئیس و سپس تا فرماندهی‌های عملیاتی شاخه‌های خدماتی اداره می‌شود و ستاد هر شاخه خدماتی را دور می‌زند. در حال حاضر پنج فرماندهی عملیاتی در ارتش، دو فرماندهی در نیروی دریایی (از جمله سپاه تفنگداران دریایی) و یک فرماندهی در نیروی هوایی وجود دارد.
این فرماندهی در ماه مه ۱۹۵۴ ایجاد شد و نام فعلی را در سال ۱۹۶۳ به خود گرفت، اگرچه فرماندهی عالی نیروهای مسلح از سال ۱۹۴۸ وجود داشته است.
تمام اعضای (عادی) ستاد مشترک نیروهای مسلح کره جنوبی، ژنرال‌ها و ادمیرال‌های چهار ستاره هستند، اگرچه جانشین رئیس در گذشته به طور متناوب یک سپهبد سه ستاره یا دریاسالار بوده است. به طور سنتی، رئیس ستاد مشترک از ارتش کره جنوبی انتخاب می‌شود (با یک استثنای قبلی و یک استثنای فعلی مانند اکتبر ۲۰۱۳) در حالی که جانشین رئیس از نیروی دریایی کره جنوبی یا نیروی هوایی کره جنوبی انتخاب می‌شود. فرمانده نیروی دریایی، که از نظر قانونی تابع رئیس عملیات دریایی نیروی دریایی جمهوری کره است، می‌تواند هنگام بررسی مسائل مربوط به نیروی دریایی در جلسات ستاد مشترک شرکت کند. رئیس ستاد مشترک نیروهای مسلح جمهوری کره بالاترین جایگاه نظامی در مجموعه نیروهای مسلح جمهوری کره است.